# ESO 540-030
ESO 540-030, även känd som PGC 2881, är en ljussvag dvärggalax i Sculptorgruppen.
Galaxen befinner sig litet över 11 miljoner ljusår från jorden. Den är svår att observera p.g.a. galaxer som befinner sig framför den, och fem ljusa stjärnor mellan den och vårt solsystem.

### Fotnoter
1. ↑  http://simbad.u-strasbg.fr/simbad/sim-id?Ident=ESO+540-030
2. ↑  ”Astronomical vision test | ESA/Hubble”. Spacetelescope.org. 29 augusti 2011. http://www.spacetelescope.org/images/potw1135a/. Läst 13 november 2012.